# Nugget Jim's Pardner
Nugget Jim's Pardner è un cortometraggio muto del 1916 scritto, diretto e interpretato da Frank Borzage.

## Produzione
Il film fu prodotto dall'American Film Manufacturing Company (come Mustang).

## Distribuzione
Distribuito dalla Mutual Film, il film - un cortometraggio in due bobine - uscì nelle sale cinematografiche USA il 14 luglio 1916. È conosciuto anche con i titoli Nugget Jim's Partner o The Calibre of Man. La pellicola, ancora esistente, è stata riversata in DVD. In Germania, il DVD è stato distribuito nel 2007 dall'Edition Filmuseum.